# Laure Cinti-Damoreau
Laure Cinti-Damoreau, nome d'arte di Laure-Cinthie Montalant (Parigi, 6 febbraio 1801 – Chantilly, 25 febbraio 1863), è stata un soprano e compositrice francese.

## Biografia
Nata a Parigi, Laure-Cinthie Montalant cominciò a studiare nella medesima città con Charles-Henri Plantade, Marco Bordogni e Angelica Catalani. Grazie a quest'ultima – alla quale si dovette anche il suggerimento dello pseudonimo italianizzato di Laure Cinti – debuttò al Théâtre-Italien di Parigi in Una cosa rara di Vicente Martin y Soler l'8 gennaio 1816. Fu poi ingaggiata da una nuova compagnia al Théâtre Louvois, interpretando ruoli come Cherubino e Rosina. Nel 1822 apparve al King's Theatre di Londra. Dopo ulteriore formazione ricevuta dal compositore Gioachino Rossini, nel giugno del 1825 creò il ruolo della Contessa di Folleville nell'opera Il viaggio a Reims.
Cantò per la prima volta all'Opéra di Parigi nell'ottobre dello stesso anno 1825, in una beneficiata in favore di Giuditta Pasta, come protagonista femminile dell'operina comica Le Rossignol, di Louis-Sébastien Lebrun (1764-1829), e fu ingaggiata l'anno successivo come componente fissa della compagnia del principale teatro parigino. All'Opéra interpretò i ruoli di primadonna in tutte le opere francesi di Rossini: Moïse et Pharaon (Anaïde), Le Siège de Corinthe (Pamyra), Le Comte Ory (Adèle) e  Guillaume Tell (Mathilde). Fu inoltre, protagonista femminile, tra le altre opere, della Muette de Portici di Daniel Auber (1828) e di Robert le diable di Giacomo Meyerbeer (1831).
Dal 1836 al 1841 si esibì all'Opéra-Comique, per poi continuare la sua attività a livello concertistico recandosi anche in tournée in America nel 1844. 
Dal 1833 al 1856, insegnò al Conservatorio di Parigi, dove ebbe tra i suoi allievi Louise Lavoye.

## Repertorio
| Ruolo                      | Titolo                                               | Autore         |
| -------------------------- | ---------------------------------------------------- | -------------- |
| Elvire                     | La muette de Portici                                 | Auber          |
| Ninka                      | Le dieu et la bayadère ou La courtisane amoureuse    | Auber          |
| Thérézine                  | Le philtre                                           | Auber          |
| Marie                      | Le serment ou Les faux-monnayeurs                    | Auber          |
| Angèle                     | Le domino noir                                       | Auber          |
| Moïna                      | Macbeth                                              | Chélard        |
| Elisetta                   | Il matrimonio segreto                                | Cimarosa       |
| Isaura                     | Il matrimonio per raggiro                            | Cimarosa       |
| Délia                      | Ali-Baba ou Les quarante voleurs                     | Cherubini      |
| Philis                     | Le rossignol                                         | Lebrun         |
| Lilla                      | Una cosa rara o sia Bellezza e onestà                | Martín y Soler |
| Cilia                      | La capricciosa corretta                              | Martín y Soler |
| Creusa                     | Medea in Corinto                                     | Mayr           |
| Clotilde                   | La rosa bianca e la rosa rossa                       | Mayr           |
| Carlotta                   | Elisa e Claudio ossia L´amore protetto dall´amicizia | Mercadante     |
| Isabelle                   | Robert le diable                                     | Meyerbeer      |
| Zerline                    | Don Juan                                             | Mozart         |
| Cherubino                  | Le nozze di Figaro                                   | Mozart         |
| Carlotta                   | Agnese                                               | Paër           |
| Donna Fulvia               | La pietra del paragone                               | Rossini        |
| Isabella                   | L’inganno felice                                     | Rossini        |
| Matilde                    | Elisabetta, regina d’Inghilterra                     | Rossini        |
| Amaltea                    | Mosè in Egitto                                       | Rossini        |
| Ninetta                    | La gazza ladra                                       | Rossini        |
| Rosina                     | Il barbiere di Siviglia                              | Rossini        |
| Amenaide                   | Tancredi                                             | Rossini        |
| Contessa di Folleville     | Il viaggio a Reims                                   | Rossini        |
| Pamyra                     | Le siège de Corinthe                                 | Rossini        |
| Anaïs                      | Moïse et Pharaon                                     | Rossini        |
| la comtesse de Formoutiers | Le comte de Ory                                      | Rossini        |
| Mathilde                   | Guillaume Tell                                       | Rossini        |
| Olimpie                    | Olimpie                                              | Spontini       |
| Euryanthe                  | Euryanthe                                            | Weber          |
| Giulietta                  | Giulietta e Romeo                                    | Zingarelli     |